# 4 da Fam
4 da Fam è il primo singolo della cantante rap Amil, estratto dal suo primo album All Money Is Legal.
Il brano vede il featuring di Jay-Z, Memphis Bleek e Beanie Sigel, ed è stata seguita da I Got That con Beyoncé Knowles.